# La doncella de nieve (película de 1952)
La doncella de nieve (en ruso: Снегурочка; tr.: Snegúrochka) es una película animada de la Unión Soviética. Fue producida por el estudio Soyuzmultfilm en Moscú y se basa en la obra del mismo nombre por Aleksandr Ostrovski (se basa sobre todo en los cuentos populares tradicionales). La música de Nikolái Rimski-Kórsakov de la doncella de nieve se utiliza arreglada para la película de L. Schwartz.
La doncella de nieve es un ejemplo de periodo del realismo socialista en la animación de Rusia, que se caracteriza por un uso intensivo de rotoscopia y un enfoque en la adaptación de los cuentos populares tradicionales de Rusia.
La película está en la lista como en el dominio público en el sitio web de la Agencia Federal Rusa de Cultura y Cinematografía. La película también cayó en el dominio público en los Estados Unidos, cuando su autor de los EE. UU. de vencimiento, pero los derechos de autor fueron restaurados en virtud del tratado del GATT.

## Argumento
Snegúrochka (la doncella de nieve), la hija de Ded Moroz y la primavera, anhela la compañía de los seres humanos mortales. Ella crece como a un pastor llamado Lel, pero su corazón es incapaz de conocer el amor. Su madre se apiada y le da esta capacidad, pero tan pronto como se enamora, su corazón se calienta y se funde.

## Creadores
|                      | Español | Ruso |
| -------------------- | --- | --- |
| Director-productor   | Iván Ivanov-Vanó | Иван Иванов-Вано |
| Director             | Aleksandra Snezhko-Blótskaya | Александра Снежко-Блоцкая |
| Escenario            | Oleg Leonídov Aleksandra Snezhko-Blótskaya Iván Ivanov-Vanó | Олег Леонидов Александра Снежко-Блоцкая Иван Иванов-Вано |
| Director de arte     | Nadezhda Stróganova | Надежда Строганова |
| Artistas             | Y. Tannenberg Irina Svetlitsa V. Valeriánova I. Troyánova Viktor Nikitin G. Nevzórova N. Fiódorova O. Gemmerling Lev Milchin | Е. Танненберг Ирина Светлица В. Валерианова И. Троянова Виктор Никитин Г. Невзорова Н. Фёдорова О. Геммерлинг Лев Мильчин |
| Animadores           | Vladimir Danilevich K. Malyshev Grigoriy Kozlov Faina Yepifanova Nadezhda Privalova Boris Butakov B. Savkov Roman Kachanov Valentin Lalayants Yelizaveta Komova Roman Davydov Tatyana Fyodorova Konstantin Chikin Mikhail Botov Vadim Dolgikh Vladimir Arbekov Vyacheslav Kotyonochkin Lidiya Reztsova K. Nikiforov | Владимир Данилевич К. Малышев Григорий Козлов Фаина Епифанова Надежда Привалова Борис Бутаков Б. Савков Роман Качанов Валентин Лалаянц Елизавета Комова Роман Давыдов Татьяна Фёдорова Константин Чикин Михаил Ботов Вадим Долгих Владимир Арбеков Вячеслав Котёночкин Лидия Резцова К. Никифоров |
| Operadores de cámara | Nikolai Voinov Yelena Petrova | Николай Воинов Елена Петрова |
| Operadores de sonido | Nikolai Prilutskiy | Николай Прилуцкий |
| Editor               | Nina Mayorova | Нина Майорова |
| Voces                | V. Shvetsov (Bobyl Bakula) L. Ktitorov (abuelo Hielo) V. Borisenko (Lel) Irina Maslennikova (la doncella de nieve) | В. Шевцов Л. Ктиторов В. Борисенко Ирина Масленникова |